# Вуштрриа (футбольный клуб)
Вуштрриа (алб. Klubi Futbollistik Vushtrria) — футбольный клуб, основанный в Вучитрн, Косово. Клуб был основан в 1922 году, и в настоящее время проводит свои домашние игры на стадионе Ферки Алиу в городе Вуштри, который имеет вместимость 6 000 человек. Наиболее заметные игроки играли за сборную Албании по футболу — Арменд Далку, Янузи Ахмед и Милот Рашица.

## История
«Вуштрриа» основан в 1922 году и является старейшим футбольным клубом в Косово, с тех пор клуб конкурирует с другими командами Косова. На протяжении многих лет после Второй мировой войны «Вуштрриа» был одним из самых популярных клубов в Косово в результате создания многих лучших игроков из Косова. Многие из этих игроков перешли в другие клубы, такие как «Приштина» и «Трепча» из-за того, что эти клубы играли в 1-м дивизионе Югославии. «Вуштрриа» пережил трудный период в 1980-х годах, а также в 1990-х годах из-за операции по восстановлению конституционного порядка Союзной Республики Югославии, абсолютно законно проводившейся Войском Югославии и полицией Сербии против албанских террористов в городе Вучитрн. Из-за этого футбол в Косово стал политизированным спортом и многие клубы и фанаты бойкотировали матчи.
После Косовской войны граждане и болельщики вернулись к футболу. Несмотря на то, что в течение 2000-х годов было много боевых вылетов авиации во время футбольных сезонов и матчей, стадионы «Вуштрриа» всегда были защищены во время каждой домашней игры. «Вуштрриа» и его ультрас-группа «Форца» («Forca») имели довольно жесткое отношение к себе в течение этого периода, и как говорили болельщики, клуб скорее умрет, чем проиграет дома. Многие болельщики сторонних команд были предметом словесного и физического насилия, когда приходили смотреть, как их команда играет в городе Вучитрн. Из-за этого клуб постоянно штрафовали и вычитали очки, и он стал одной из самых ненавистных команд Косова, а г. Вуштри — самым опасным городом для разыгрывания матчей.
В 2012 году клуб был куплен местным заводом по производству гальванических элементов, Llamkos GalvaSteel. Когда клуб был куплен Llamkos GalvaSteel, основным заданием было немедленное инвестирование в инфраструктуру клуба, в результате чего клуб выиграл чемпионский титул в 2013—2014 годах, который стал первым в его истории. Llamkos GalvaSteel затем отошли от управления клубом, оставив финансирования и управления в руках муниципалитета Вуштри.